# Saaldorf-Surheim
Saaldorf-Surheim este o comună aflată în districtul Berchtesgadener Land, landul Bavaria, Germania.